# Кочальські Рауль

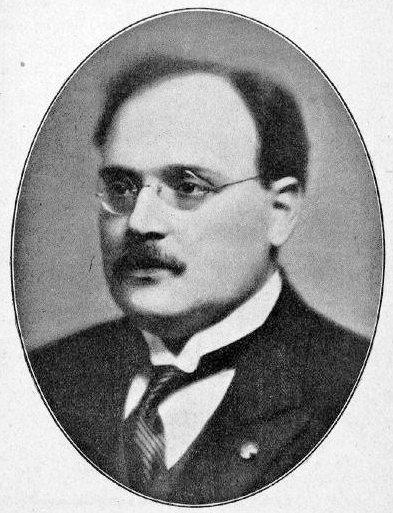
Рауль Кочалььскі

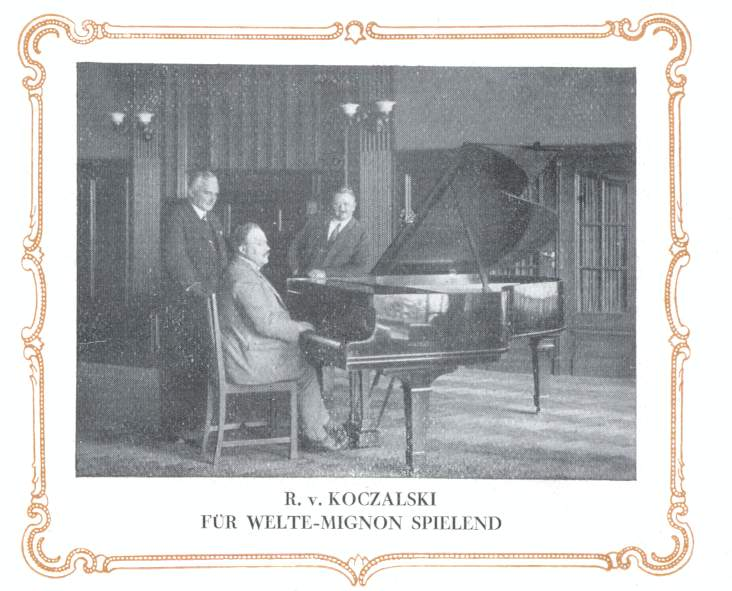
Рауль Кочальські, 1925 рік

Рауль Кочальські Raoul Armand Georg von Koczala Koczalski (переважне написання імені в Польщі : Raul, вимова: [kɔˈt͡ʃalski], спрощена транскрипція: [kotschálski]; 3 січня 1885, Варшавіа — 24 листопада 1948 - Познань ; Псевдонім: Єжи Армандо та Георг Арманд(о) — польський піаніст і композитор.

## Біографічні відомості
Кочальські народився у Варшаві, яка тоді була частиною царської Росії, у родині меломанів, що походить із старовинного польського шляхетського роду. Першими вчителями юного Рауля були його батьки (Олександр Кочала Кочальський та Лаура Шимановська). У віці 3 років він почав брати уроки гри на фортепіано під керівництвом матері. Вже 15 березня 1888 року відбувся його перший публічний виступ. Незабаром після цього вся родина поїхала до Санкт-Петербурга, де Рауль почав навчатися у Антона Рубінштейна.
Після початкового навчання у матері став учнем Юліана Гадомського (гармонія та фортепіано), Людвіга Марека (фортепіано), Генрика Ярецького (композиція та інструментування) таКароля Мікулі (фортепіано та композиція), який до 1888 був художнім керівником консерваторії у Львові (Починаючи з 1892 року щоденні двогодинні заняття у Мікулі тривали чотири роки в літні місяці. Навчання було приватне, консерваторію він не відвідував.
Трирічною дитиною вперше виступив 15 березня 1888 у Варшаві в рамках благодійної акції, а потім подорожував Європою як вундеркінд. Хлопчика засипають призами та почестями. Іспанський король, турецький султан і перський шах призначили його придворним піаністом.
З 1897 року резиденція родини Кочальських знаходиться в Бад-Емсі, звідки починаються концертні тури. Доходи від концертів, організованих батьком, також ідуть на фінансування життя всієї родини, яка супроводжує дитину в подорожах. 1897 рік приніс 1000.концертів. За нинішніми стандартами це треба кваліфікувати як експлуатацію дітей.
Окрім концертної діяльності Кочальські з раннього дитинства займався композицією. В період до Першої світової війни він тимчасово проживав у Парижі, але планував зробити Берлін центром своєї діяльності, план він реалізував лише значно пізніше (1934).
Перша світова війна перериває його концертну діяльність. Наприкінці липня 1914 повернувся до Німеччини з концертного турне в Петербурзі. Коли несподівано почалася Перша світова війна, він був заарештований як російський громадянин і до 1918 року інтернований разом із сім’єю в Бад-Наугаймі. Йому було заборонено виступати, і він присвятив себе переважно композиторській діяльності. Концерти після війни не принесли такого успіху, як раніше. У своїх автобіографічних роздумах Кочальський пише, що важкі удари долі, особливо смерть матері, часом віддалили його від музики. Він дає уроки фортепіано, працює під псевдонімом як критик.
Після закінчення війни в 1918 році Кочальський оселився у Вісбадені, а в 1926 році переїхав до Стрези в північній Італії на озері Маджоре. Він пише, викладає та час від часу дає концерти. Створена ним музична школа банкрутує. Зимові місяці він проводить у Парижі, де до 1934 року слухає лекції з музикознавства та філософії в Сорбонні та організовує музичні вечори, на яких читає лекції з демонстраціями гри на фортепіано.
Лише 1934 року, після переїзду до Берліна, його міжнародна концертна діяльність відновилася в повному обсязі. Кочальський робить численні записи (особливо для Deutsche Grammophon Gesellschaft).
Після початку Другої світової війни 14 вересня 1939 року грає в рейхсканцелярії Геббельса, який особисто знає і цінує Кочальського за його концерти. Ґеббельс лицемірно запропонував йому з міркувань безпеки та через очікувані демонстрації проти концертів польського артиста припинити публічні виступи та не залишати Берлін, що було рівносильне інтернуванню до кінця війни в 1945 році. Його банківські рахунки заблоковано, а записи вилучено з ринку. Проте він грає в домашніх концертах для студентів і друзів і дає уроки. Хоча йому доводиться регулярно з’являтися в поліцію, він, здається, користується певним ступенем захисту порівняно зі своїми співвітчизниками, які зазнали нацистського терору. Наприклад, разом із актором Паулем Хартманом він 16 березня 1944 виступав перед офіцерами вермахту. Після війни Кочальського запідозрили у співпраці з нацистським режимом у Польщі. В сьогоднішній Польщі побутує думка, що звинувачення є безпідставними.
Невдовзі після закінчення Другої світової війни, у червні 1945 року, Кочальський відновив свою концертну діяльність в іноді авантюрних обставинах у розбомбленому Берліні. Незабаром він покинув Німеччину і після десятиліть відсутності повернувся до Польщі в липні 1946 року, що польські опоненти витлумачили як пристосуванство. Він поселяється в Познані і вступає до Державної музичної академії, пізніше також (з 1-го вересня 1948) стає у Варшаві професором фортепіано. Він зберіг свою берлінську резиденцію на Koenigsallee 1 (сьогодні: Halenseestrasse 1).
Останній період життя був затьмарений хворобою. Він страждав на діабет і рак підшлункової залози. Хоча Кочальський знав про свій стан, численні концерти були заплановані на 1948 і особливо на 1949 - рік пам'яті Шопена. Незадовго до виступу на концерті 23 листопада 1948 року в музичній академії в Познані, де працював зі студентом над Рондо C-dur Шопена для двох фортепіано, Кочальський втратив свідомість. Він переніс серцевий напад і помер через день, 24 листопада в лікарні.
Місце останнього спочинку Кочальського, після перепоховання з Єжицького Познаньського кладовища в 1959 році, знаходиться на Cmentarz Zasłużonych Wielkopolan (Цвинтар видатних жителів Великої Польщі) у Познані.
Державна Рада ПНР (Rada państwa Polskiej Rzeczypospolitej Ludowej) під головуванням Президента ПНР Болеслава Бєрута нагороджує його  у листопаді 1948 посмертно нагороджений Хрестом Командора Ордена Відродження Польщі» (Polonia Restituta, Орден Odrodzenia Polski).
Частини розрізненої спадщини Кочальського знаходяться в бібліотеці Державного інституту музичних досліджень у Берліні  та в музичному відділі Берлінської державної бібліотеки.

## Творчість

### Піаніст
Кочальський прославився насамперед як інтерпретатор творів Фредеріка Шопена. Але в його репертуарі також були твори Баха, Моцарта, Бетховена (усі фортепіанні сонати, які він виконував як цикл), Шуберта, Шумана, Ліста, А. Рубінштейна, Падеревського, Бартока, а також власні твори. Його гра дуже добре задокументована численними записами – валиками для мезанічного піаніно, грамплатівками та радіозаписами. Кочальський виклав принципи своїх інтерпретацій Шопена в творах, які спочатку були задумані як вступ до його сольних концертів Шопена. Вони такі ж важливі для розуміння музики Шопена, як і інформація, надана Броніславом Позняком - також представником польської шопенівської традиції Львівської школи. На жаль, видання Кочальським фортепіанних творів Шопена, яке було заплановано для видавництва Breitkopf & Härtel у 1947 році, так і не з’явилося. Записи, особливо вінілові та радіозаписи, тепер доступні на компакт-дисках; багато записів, у тому числі на фортепіанних валиках, доступні в Інтернеті.
Фортепіанну гру Кочальського відрізняє надзвичайна легкість і текучість. Звідси його прихильність до роялів лейпцизької фірми Юліуса Блютнера, відомих своєю легкістю гри та теплим звуком, які він надавав їм під час своїх концертних турне. Леджіеро та легато, які часто прописував Шопен, іноді навіть одночасно, є часто використовуваними типами артикуляції з явною перевагою нижнього та середнього діапазонів динамічної шкали. Гримуча віртуозна гра була йому не до душі. Навіть в етюдах, якими так часто зловживають як технічною бравурою, Кочальський ставить на передній план поетичну та тональну магію, але не втрачає необхідної віртуозності. Будучи великим послідовником Шопена, Кочальський віддає данину ідеалу бельканто, реалізація якого була важливою рисою стилю його гри. Гарними прикладами цього є його записи ноктюрнів чи Berceuse ор.57, фігурна робота яких спокушає грати механічно й технічно, але Кочальський певною мірою їх дематеріалізує. Тут також легкість нагадує робочі настанови Шопена, які він давав своїм учням на уроці: «facilement». У порівнянні з сучасними великими виконавцями музики Шопена, однак, виділяються іншою манерою і технікою гри, як і його великий західний антипод Альфред Корто, яким він захоплювався, що інколи змушує сумніватися, чи ці два відомі представники старшого покоління виконавців Шопена насправді, як часто стверджують, зіграли справжнього Шопена.
У своїх творах, однак, Кочальський виступає за тиху, просту і скромну гру без «віртуозних витівок», без «хворобливої сентиментальності в трактуванні кантилени» . У трактуванні ритму і агогіки він відкидає всі перебільшення, незважаючи на деякі вольності, необхідність яких він визнає. Особливості, які іноді також можна почути в записах Кочальського, які ми сьогодні сприймаємо як манірність, наприклад, удари лівою рукою перед правою, арпеджіювання акордів, надмірне рубато, зміни темпу тощо були частиною стилю інтерпретації більшості піаністів старшого покоління, що сягає корінням у 19 століття (іноді й раніше), коли інструменталісти ще володіли мистецтвом імпровізації, коли над акомпанементом лівої руки вільно розгортається мелодія, яка не завжди йде синхронно з акомпанементом. Таким чином, така практика є музично виправданою і не завжди є недбалістю інтерпретатора. У джазових записах, наприклад, у Луї Армстронга, а також у шансон цю практику можна спостерігати, наприклад, у Марлен Дітріх.
Гра Кочальського отримала неоднозначні відгуки. Більшість були позитивними. Але не бракувало й критики. Ще будучи вундеркіндом, Кочальський зустрів негативне ставлення з боку музичних критиків у його рідному місті Варшаві, що особливо образило юного піаніста, який був засипаний похвалами. Варшавські рецензії на концерти дорослих піаністів завжди були набагато стриманішими, ніж захоплені відгуки за кордоном, особливо в Німеччині. Прийоми його гри, які в Польщі розкритикували як старомодні, в Німеччині були оцінені. Але не всіма. Відомий вердикт Клаудіо Аррау: «У Німеччині людину на ім’я Кочальскі обожнювали. Він грав тільки Шопена. Це було жалюгідно. Судження Артура Рубінштейна в його мемуарах також є негативними, хоча більш суб'єктивні причини могли зіграти роль в очевидній зловмисності його критики. Велика оцінка, яку Кочальські зазнав за кордоном, також з фінансової точки зору, була причиною того, що він так довго залишався подалі від рідної Польщі. Якось він сказав, що на концерті у Варшаві мав би майже 300 глядачів, а в Гамбурзі навряд чи вистачило б залу на 3000.
У Польщі Кочальські, який провів більшу частину свого життя у Франції, Італії, Швеції, особливо в Німеччині (Бад-Емс, Бад-Наухайм, Вісбаден, Лейпциг і Берлін), сьогодні користується легендарною репутацією великого виконавця музики Шопена, який, на думку поляків,, продовжує традицію «автентичної гри Шопена», з якою познайомився від свого вчителя Мікулі. Можливість порівняння великої кількості записів, зроблених найрізноманітнішими піаністами, що доступна сьогодні, призводить до дещо більш об’єктивної, а часом і тверезої оцінки. Але в цілому це стосується багатьох представників старшого покоління піаністів, які народилися й жили в 19 столітті, і чий стиль інтерпретації змінився не пізніше 50-х років 20 століття і зіткнувся з більш об’єктивним стилем гри молодшого покоління, який ґрунтувався на оригінальному тексті композитора. Невдовзі після його смерті ім’я Кочальського було, як із жалем написала його дружина Ельза в листі  в 1952 році, «вже занадто... забуте».
Вдячність старшим піаністам, яка виражається у зростаючій оцифровці їхніх історичних записів, також досягла записів Рауля Кочальского, майже всі вони є доступними. Мабуть, у них цінують ті якості, яких часто не вистачає сучасним записам, особливо фортепіанних творів Шопена. Це й імпровізаційна свобода, поетичне співпереживання творчості композитора, озвучення емоційного змісту композицій, усі ті елементи, які виражені у грі Кочальського і яких іноді бракує сьогодні в інтерпретаціях, надто орієнтованих на технічну бездоганність.
У Кочальського було багато учнів. Особливої уваги з часів його перебування в Берліні заслуговують Францпетер Гебельс і Монік де ла Брюхоллері.

### Композитор і письменник
Як композитор Кочальські створив численні твори для фортепіано соло, інструментальні концерти для різних інструментів з оркестром, твори для оркестру, музично-драматичні твори для сцени, камерну музику для різних інструментів, а також багато пісень у супроводі фортепіано. Більшість композицій з'явилися за кордоном (Німеччина, Росія, Франція). Композиції Кочальського сьогодні майже забуті. Стилістично їх можна віднести до пізнього романтизму. Великі потрясіння в галузі сучасної музики (атональність, дванадцятитонова музика), що відбулися в період творчості Кочальського, не вплинули на його стиль. У своїй книзі про Шопена 1936 року він чітко виступає проти сучасної музики. Експерименти останніх 25 років, які «шукали нові шляхи на розумовій, математичній основі», він вважає невдалими і характеризує представників сучасної музики, яких він називає «експериментаторами, модерністами, винахідниками, революціонерами», як «сумні привиди більш сумного часу». При цьому він погоджувався з концепцією мистецтва, яка панувала серед правлячого політичного класу в 1930-х роках.
Зауваження Кочальського щодо характеру та інтерпретації музики Шопена залишаються в силі, хоча стиль інтерпретації багатьох сучасних піаністів більше не відповідає тому, що становило традицію великих виконавців Шопена минулого. Знання про заплановане видання Кочальським фортепіанних творів Шопена було б дуже важливим для виконавчої практики.

### Реформатор
Кочальські, який і як піаніст, і як композитор був більш схильний до минулого, все ж зробив пропозиції, які лише нещодавно були підхоплені й поступово втілюються в життя. Перше стосується професійного одягу виконавця. У своїх роздумах про «пожиттєвого» артиста він приходить до висновку, що хвостаті фраки цілком можуть бути доречними на урочистих заходах, але що вони непрактичні для музиканта-виконавця у практиці його професії (Кочальський був невисокого зросту і досить повний), тому що це був незручний одяг, і його слід було замінити на легшше, більш струмливе "вбрання". Нинішня концертна практика, здається, підтверджує його правоту.
Кочальський також виступав за затемнення залу під час концерту, подібно до театральних чи оперних вистав. Для освітлення достатньо лампи на роялі. Це підвищить концентрацію на музиці, що виконується.
Інша пропозиція стосується гри напам'ять. Багато страхів артистів-виконавців можна було б розвіяти, якби під час гри вони мали перед собою ноти. Це суттєва допомога, особливо коли ви відчуваєте нездужання, і це допомагає вам зосередитися на грі. У випадку композицій для фортепіано з оркестром абсолютно важливо, щоб як соліст, так і диригент пам’ятали про ноти, аби гармонійно працювати разом. Сам Кочальські грав, наприклад, у своєму останньому циклі сонат Бетховена в Позені 1947 по нотах.
Також Кочальскі хотів попросити платити мисливців за автографами. Музична палата Рейху повинна встановити в кімнаті художника скриньку для тих, кого це стосується. Виручені кошти можна було б використати для підтримки артистів, які потребують на простої..
На початку своєї кар'єри Кочальські відчув бажання пояснити твори, які будуть виконуватися, у передньому слові до своєї аудиторії. Таким чином, він є одним із попередників сучасної форми лекції-концерту.

## Вибрані твори
Музичні композиції
- Mazurka für Klavier B-Dur op. 6 (1891)
- Raoul. Valse für Klavier G-Dur op. 18 (1889)
- Halina. Valse für Klavier op. 19 (1890)
- Klavierstücke op. 40 – op. 47 (1891)
- Vorspiel zur Oper Hagar op. 48 (1892)
- Klavierstücke op. 49 – op. 52 (1893)
- Symphonische Legende vom Könige Boleslaus dem Kühnen und Bischof Stanislaus dem Heiligen für Orchester op. 53. Pabst, Leipzig 1894
- Klavierstücke op. 54 – op. 57 (1895)
- Rymond. Oper in 3 Akten (6 Bildern). Dichtung von Alexander Graf Fredro. Pabst, Leipzig 1902. (UA: 14. Okt. 1902 in Elberfeld)
- Mazeppa. Musikdrama in 3 Akten op. 59. Leipzig, Pabst 1905
- Ante lucem (avant l'aube). Opéra en trois actes d'après le poème de A. Fredro (père). Janin, Lyon ca. 1905
- Mazur für Klavier c-Moll op. 60 (1895)
- Die Sühne. Trauerspiel in einem Aufzug op. 61. Pabst, Leipzig 1910. (UA: 1909 in Mühlhausen)
- Images fuyantes. 3 impressions musicales für Klavier op. 62
- Lieder für hohe Stimme und Klavier op. 63 – op. 64
- 24 Préludes pour le piano op. 65 (1910)
- Liederhefte I–IV für hohe Stimme und Klavier op. 66 – op. 69. Pabst, Leipzig (1909–1913)
- Klavierstücke op. 70 – op. 71 (1912)
- 2 Lieder für hohe Stimme und Klavier op. 72 (1914)
- Jacqueline. Musikkomödie in 2 Akten op. 73 (1914)
- Sonata für Violine und Klavier Nr. 1 c-Moll op. 74 (1914)
- 12 Impressions für Klavier op. 75 (1914)
- Trio für Violine, Violoncello und Klavier Nr. 1 D-Dur op. 76 (1914)
- Six mélodies für hohe Stimme und Klavier op. 77 (1914)
- Évocations. Symphonie fantastique pour orchestre op. 78 (1915)
- Konzert für Klavier und Orchester Nr. 1 h-Moll op. 79
- Sonate für Violoncello und Klavier Nr. 1 b-Moll op. 80
- Renata. Ballet in 3 Akten op. 81 (1915)
- Sonate für Klavier Nr. 1 Es-Dur op. 82 (1914)
- Konzert für Klavier und Orchester Nr. 2 G-dur op. 83 (1914)
- Konzert für Violine und Orchester A-dur op. 84 (1915)
- Konzert für Cello und Orchester h-moll op. 85 (1915)
- Stücke für Violine und Klavier op. 86–87 (1915)
- Trio für Violine, Violoncello und Klavier Nr. 2 g-Moll op. 88 (1916)
- Sonate für Violine und Klavier fis-Moll op. 89 (1915)
- Sonata für Violoncello und Klavier Nr. 2 A-Dur op. 90
- Sonate für Klavier Nr. 2 fis-Moll op. 91 (1916)
- Sonata für Violoncello und Klavier Nr. 3 H-Dur op. 92
- Symphonie für großes Orchester f-Moll op. 93 (1920–29)
- 7 Orientalische Lieder für hohe Stimme und Klavier op. 94 (um 1920)
- Sonate für Klavier Nr. 3 G-Dur op. 95 (1919)
- Sonate für Violine und Klavier Nr. 3 A-dur op. 96
- Sonate für Klavier Nr. 4 gis-Moll op. 97
- Romantische Suite für Violoncello und Klavier B-Dur op. 98 (1921–25)
- Von der Liebe. Sieben Gedichte von Rilke. Version für tiefe Stimme und Klavier op. 99 (1921)
- Von der Liebe. Sieben Gedichte von Rilke. Version für Bariton und Orchester op. 99 (1921)
- Sonate für Klavier Nr. 5 Des-Dur op. 100
- Lieder für hohe und tiefe Stimme mit Klavier op. 101–107
- Extrême – Orient. 3 Gedichte von Samain für Stimme und Klavier op. 108
- 2 Romanzen (aus dem Russischen) für hohe Stimme und Klavier op. 109
- Quattro Liriche. 4 ital. Lieder für hohe Stimme und Klavier op. 110
- La Gavotta dei Bambini für Klavier B-dur op. 111 (1920)
- Aus Holland. 3 Gedichte von Ernst Krauss für hohe Stimme und Klavier op. 112
- Mecz miłosny. Operette (1930)
- Sonata für Violine und Klavier Nr. 4 E-Dur op. 113 (um 1937)
- Rilke-Hefte II–V op. 114–117 für hohe Stimme und Klavier
- Semrud: ein Märchen aus dem Orient in 5 Bildern und einem Vorspiel; (Text unter Zugrundelegung eines Märchens aus „TausendundeinTag“, einer dramatischen Skizze von Benno Ziegler und der komischen Oper „Der betrogene Kadi“ von Ch. W. Gluck)., op. 118. Tischer & Jagenberg, Köln 1936.
- Semrud. Suite für großes Orchester op. 118a (1937)
- Trois Mélodies für hohe Stimme und Klavier op. 119
- Psalm Nr. 121 für tiefe Stimme und Klavier op. 120
- Aus dem west-östlichen Divan von Goethe. 21 Lieder und Duette für Sopran und Bariton op. 121 (1937)
- 8 Hebbel-Lieder für tiefe Stimme und Klavier op. 122
- Lurlei-Lieder. 5 Gesänge von Julius Wolff für hohe Stimme und Klavier op. 123
- Impromptu. 5 Skizzen über ein eigenes Thema für Klavier A-Dur op. 124 (1938)
- Konzert für Klavier und Orchester Nr. 3 C-Dur op. 125
- 5 Lieder für hohe Stimme und Klavier op. 126
- Legende für Klavier Nr. 1 C-Dur op. 127. Koczalski, Berlin-Grunewald (ca. 1940)
- Rilke-Heft VI für hohe Stimme und Klavier op. 128
- 3 Mirza-Schaffy-Lieder für hohe Stimme und Klavier op. 129
- Konzert für Klavier und Orchester Nr. 4 B-Dur op. 130
- Jadis et Naguère. Suite für Klavier op. 131 (1935–40)
- Śmiełów. Suite für Klavier op. 132 (1938–41)
- Czerminek. Suite für Klavier op. 133 (1938–41)
- Sonate für Klavier Nr. 6 f-Moll op. 134
- Trois Poèmes de E. Verhaeren für hohe Stimme und Klavier op. 135
- Sonate für Klavier Nr. 7 E-dur op. 136
- 6 Lieder (aus dem Russischen) für hohe Stimme und Klavier op. 137
- 4 Lieder für hohe Stimme und Klavier op. 138
- Lyrische Suite für Klavier op. 139
- Konzert für Klavier und Orchester Nr. 5 d-Moll op. 140 (1942)
- 8 Lieder (aus dem Russischen) für hohe Stimme und Klavier op. 141
- Romanze für Violine und Klavier A-Dur op. 142
- Sonate für Klavier Nr. 8 Fis-Dur op. 143 (1943)
- Legende für Klavier Nr. 2 e-Moll op. 144 (1943–45)
- Konzert für Klavier und Orchester Nr. 6 E-Dur op. 145 (1944)
- Kleine Sonate für Klavier zu 2 Händen C-dur op. 146. Koczalski, Berlin-Grunewald (ca. 1942)
- 3 Nocturnes für Klavier op. 147. Koczalski, Berlin-Grunewald (ca. 1942)
- Legende für Klavier Nr. 3 g-Moll op. 148 (1944)
- Legende für Klavier Nr. 4 d-Moll op. 149 (1945)
- Das erloschene Licht. Musikalische Legende in 3 Akten op. 150 (1946)
- Concertino für Oboe (oder Violine) und Streichorchester (?. veröffentlicht 1952)

Quelle:
Літературні тексти
- До сотої річниці від дня народження Фредеріка Шопена: Шопенівський цикл; чотири фортепіанні концерти разом із біографічним нарисом: Ф. Шопен, а також есе: Шопен як композитор і Шопен як піаніст, а також детальний аналіз усіх творів, призначених для концерту. Пабст, Лейпциг 1909.
- Фредерік Шопен. Conseils d'interpretation. Вступ Жана-Жака Ейгельдінгера. Бюше/Шастель, Париж 1998. (Нова редакція французького видання попередньої назви, у власному вижавництві в Парижі в 1910 році).
- Фредерік Шопен: роздуми, замальовки, аналіз. Tischer & Jagenberg, Кельн 1936. (Загалом відповідає змісту книги 1909 р.).
- Роздуми «довічного» митця. Berlin 1937. (надруковано в проспекті, який, крім реклами фортепіанної фабрики Юліуса Блютнера, містить оголошення про курс Кочальського в Берліні, присвячений інтерпретації фортепіанних творів Шопена. )
- Спогади Кочальського, які є в приватному зібранні, досі не опубліковані.

## дискографія
Повний список надруковано Stanisław Dybowski:

### Записи на валиках
Welte, Freiburg i. Br. (Welte-Mignon)
- Frédéric Chopin: Klavierkonzert Nr. 2 f-Moll op. 21, 2. Satz, (Rolle Nr. 3974, Aufnahme 1925).
- Frédéric Chopin: Krakowiak op. 14, (Rolle Nr. 3975, Aufnahme 1926).
- Frédéric Chopin: Klavierkonzert Nr. 1 e-Moll op. 11, (Rollen Nr. 3976, 3977, 3978, Aufnahme 1926).
- Muzio Clementi: Toccata B-Dur, (Rolle Nr. 3971, Aufnahme 1926).
- Franz Liszt: Schumann-Lieder, Transkriptionen für Klavier, Frühlingsnacht, (Rolle Nr. 3972, Aufnahme 1927).
- Franz Liszt: Der Lindenbaum. Transkription für Klavier nach Schubert " Die Winterreise", (Rolle Nr. 3973, Aufnahme 1926).
- Richard Strauss: Sonate h-Moll op. 5, (Rollen Nr. 3979, 3980, Aufnahme 1925).[20]

Hupfeld, Leipzig (Phonola/Triphonola)
- Frédéric Chopin: Mazurka b-Moll op. 24/4, (Rolle Nr. 12976 und Rolle Nr. 55788).
- Frédéric Chopin: Mazurka cis-Moll op. 30/4, (Rolle Nr. 12977 und Rolle Nr. 53590).
- Frédéric Chopin: Mazurka As-Dur op. 41/3, (Rolle Nr. 59339).
- Frédéric Chopin: Mazurka F-Dur op. 68/3 und Mazurka f-Moll op. 68/4, (Rolle Nr. 59338).
- Frédéric Chopin: Nocturne Es-Dur op. 9/2, (Rolle Nr. 12978 und Rolle Nr. 50099).
- Frédéric Chopin: Polonaise A-Dur op. 40/1, (Rolle Nr. 12979).
- Frédéric Chopin: Walzer As-Dur op. 34/1, (Rolle Nr. 12980 und Rolle Nr. 56377).
- Franz Liszt: Elsas Traum. Transkription aus Lohengrin von Richard Wagner, (Rolle Nr. 50827).
- Franz Liszt: Lied an den Abendstern. Transkription aus Tannhäuser von Richard Wagner, (Rolle Nr. 50750).
- Franz Liszt: Paraphrase über Ernani von Giuseppe Verdi, (Rolle Nr. 51419).
- Franz Liszt: Der Lindenbaum. Transkription aus der Winterreise von Franz Schubert, (Rolle Nr. 5190)

Pleyel, Paris (Pleyela)
- Frédéric Chopin: Berceuse Des-Dur op. 57, (Rolle Nr. 10277).
- Frédéric Chopin: Impromptu Nr. 1 As-Dur op. 29, (Rolle Nr. 10295), Impromptu Nr. 2 Fis-Dur op. 36, (Rolle Nr. 10311).
- Frédéric Chopin: Fantaisie-Impromptu Nr. 4 cis-Moll op. 66, (Rolle Nr. 10310).
- Frédéric Chopin: Barcarolle Fis-Dur op. 60, (Rolle Nr. 10299).
- Frédéric Chopin: Polonaise cis-Moll op. 26/1, (Rolle Nr. 10322)
- Frédéric Chopin: Préludes op. 28 Nr. 4 e-Moll, Nr. 5 D-Dur, Nr. 6 h-Moll, Nr. 7 A-Dur, (Rolle Nr. 10362), Nr. 16 b-Moll, Nr. 17 As-Dur, (Rolle Nr. 10330), Nr. 23 F-Dur, Nr. 24 d-Moll, (Rolle Nr. 10333).[21]

### Записи на платівках
Численні записи Кочальського задокументовані у зазначених джерелах  і їх також можна досліджувати онлайн. Вони також вказані в буклетах CD.
Polydor
(Akustische Aufnahmen 1924-1925)
Frédéric Chopin
- Etüde Ges-Dur op. 10/5 (Polydor Nr. 62439)
- Etüde f-Moll op. 25/2 (Polydor Nr. 62439)
- Etüde F-Dur op. 25/3 (Polydor Nr. 62439)
- Etüde cis-Moll op. 25/7 (Polydor Nr. 65788)
- Etüde Ges-Dur op. 25/9 (Polydor Nr. 62439)
- Impromptu Nr. 1 As-Dur op. 29 (Polydor Nr. 62440)
- Nocturne Es-Dur op. 9/2 (Polydor Nr. 65786)
- Nocturne Fis-Dur op. 15/2 (Polydor Nr. 65788)
- Nocturne Des-Dur op. 27/2 (Polydor Nr. 65786)
- Polonaise As-Dur op. 53 (Polydor Nr. 62441)
- Tarantella As-Dur op. 43 (Polydor Nr. 65790)
- Walzer As-Dur op. 42 (Polydor Nr. 65789)
- Walzer Des-Dur op. 64/1 (Polydor Nr. 65789)
- Walzer cis-Moll op. 64/2 (Polydor Nr. 62440)
- Walzer Ges-Dur op. 70/1 (Polydor Nr. 65789)
- Walzer e-Moll op. post. (Polydor Nr. 65790)

Johann Sebastian Bach
- Gavotte und Musette, aus: Englische Suite Nr. 3 g-Moll BWV 808 (Polydor Nr. 65792)

Franz Schubert/Franz Liszt
- Der Lindenbaum (Searle 561/7) (Polydor Nr. 65791)

Franz Liszt
- Liebestraum Nr. 3 As-Dur (Searle 541) (Polydor Nr. 65791)

Robert Schumann
- Einsame Blumen, aus : Waldszenen op. 82/3 (Polydor Nr. 65792)
- Walzer a-Moll, aus: Albumblätter op. 124/4 (Pol. 62442)

Raoul Koczalski
- Präludium Des-Dur op. 64/15 (Polydor Nr. 65792)
- Walzer, aus Renata op. 81 (Polydor Nr. 62442)
- Impression op. 75/2 (Polydor Nr. 62442)

Polydor
(Elektrische Aufnahmen um 1928)
Frédéric Chopin
- Berceuse Des-Dur op. 57 (Pol. 95202)
- Etüde a-Moll op. 10/2 (Pol. 90030)
- Etüde es-Moll op. 10/6 (Pol. 90028)
- Etüde f-Moll op. 25/2 (Pol. 90039)
- Etüde F-Dur op. 25/3 (Pol. 90039)
- Etüde gis-Moll op. 25/6 (Pol. 90028)
- Etüde cis-Moll op. 25/7 (Pol. 95202)
- Etüde aus „Méthode des Méthodes“ Nr. 1 f-Moll (Pol. 90039)
- Etüde aus „Méthode des Méthodes“ Nr. 3 Des-Dur (Pol. 90039)
- Mazurka b-Moll op. 33/4 (Pol. 90031)
- Mazurka a-Moll op. 68/2 (Pol. 90040)
- Nocturne Des-Dur op. 27/2 (Pol. 95172)
- Nocturne H-Dur op. 62/1 (Pol. 95172)
- Polonaise A-Dur op. 40/1 (Pol. 90031)
- Prélude E-Dur op. 28/9 (Pol. 90038)
- Prélude cis-Moll op. 28/10 (Pol. 90038)
- Prélude H-Dur op. 28/11 (Pol. 90038)
- Prélude gis-Moll op. 28/12 (Pol. 90030)
- Prélude As-Dur op. 28/17 (Pol. 95174)
- Prélude c-Moll op. 28/20 (Pol. 90030)
- Prélude cis-Moll op. 45 (Pol. 95174)
- Walzer a-Moll op. 34/2 (Pol. 95201)
- Walzer cis-Moll op. 64/2 (Pol. 90038)
- Walzer Des-Dur op. 64/1 (Pol. 90030)
- Walzer e-Moll op. post. (Pol. 90029)
- Walzer Es-Dur op. 18 (Pol. 95201)
- Walzer Ges-Dur op. 70/1 (Pol. 90029)

Franz Schubert/Franz Liszt
- Der Lindenbaum (Searle 561/7) (Pol. 95349)

Ignacy Jan Paderewski
- Au Soir op. 10/1 (Pol. 90040)

Homocord / Odeon
(Aufnahme Mailand, ca. September 1930)
Johann Sebastian Bach
- Gavotte g-Moll, aus: Englische Suite Nr. 3 g-Moll BWV 808 (Odeon O-4761b)

Wolfgang Amadeus Mozart
- Deutscher Tanz B-Dur KV 600/3 (H-67736) Odeon O-25615b
- Deutscher Tanz F-Dur, KV 602/2 (H-67736) Odeon O-25615b

Frédéric Chopin
- Berceuse Des-Dur op. 57 (H-2-58051) Homocord D-12035b
- Etüde Ges-Dur op. 10/5 (H-67731) Odeon O-25615a
- Etüde f-Moll op. 25/2 (H-67735) unveröffentlicht
- Etüde F-Dur op. 25/3 (H-67735) unveröffentlicht
- Prélude A-Dur op. 28/7 (H-67740) Odeon O-4761a
- Prélude Des-Dur op. 28/15 (H- 2-58050) Homocord D-12035a
- Sonate Nr. 2 b-Moll op. 35, 3. Satz (Trauermarsch) (H-67732 und H-67733) Homocord 4-3955
- Walzer Des-Dur op. 64/1 (H-67740) Odeon O-4761a

Electrola / His Master’s Voice
(Aufnahme Berlin, 17. März 1937)
Frédéric Chopin
- Drei Ecossaisen op. 72/3-5 (HMV DA4431)
- Mazurka F-Dur op. 68/3 (HMV DA44309)
- Nocturne Fis-Dur op. 15/2 (HMV DA44309)
- Polonaise As-Dur op. 53 (HMV DA4431)
- Scherzo b-Moll op. 31 (HMV DB4474)

Deutsche Grammophon / Polydor
(Aufnahmen 1938-1939)
Frédéric Chopin
- Ballade Nr. 1 g-Moll op. 23 (Pol. 67528, Aufnahme:Berlin, 17. November 1939)
- Ballade Nr. 2 F-Dur op. 38 (Pol. 67531, Aufnahme: Berlin, 19. Juni 1939)
- Ballade Nr. 3 As-Dur op. 47 (Pol. 67529, Aufnahme: Berlin, 19. Juni 1939 und 17. November 1939)
- Ballade Nr. 4 f-Moll op. 52 (Pol. 67530, Aufnahme: Berlin, 19. Juni 1939)
- Berceuse Des-Dur op. 57 (Pol. 67246A, Aufnahme: Berlin, 28. Juni 1938)
- 12 Etüden op. 10 (Pol. 67262–67264, Aufnahme: Berlin, 29. Juni 1938)
- 12 Etüden op. 25 (Pol. 67242–67245, Aufnahme: Berlin, 29. Juni 1938)
- 3 Etüden aus „Méthode des Méthodes“ (Pol. 67244, Aufnahme: Berlin, 29. Juni 1938)
- Fantaisie-Impromptu cis-Moll op. 66 (Pol. 67248B, Aufnahme: Berlin, 29. Juni 1938)
- Impromptu Fis-Dur op. 36 (Pol. 67248A, Aufnahme: Berlin, 29. Juni 1938)
- Nocturne Es-Dur op. 9/2 (Pol. 67246B, Aufnahme: Berlin, 28. Juni 1938)
- Nocturne in H-Dur op. 32/1 (Pol. 67534B, Aufnahme: Berlin, 17. November 1939)
- Nocturne in c-Moll op. 48/1 (Pol. 67534A, Aufnahme: Berlin, 17. November 1939)
- 24 Préludes op. 28 (Pol. 67505–67509 Aufnahme: Berlin, 10. Juni 1939)
- Prélude As-Dur (Presto con leggerezza) (Pol. 67509A Aufnahme: Berlin, 12. Juni 1939)
- Prélude cis-Moll op. 45 (Pol. 67509B, Aufnahme: Berlin, 10. Juni 1939)
- Walzer Es-Dur op. 18 (Pol. 67515A, Aufnahme: Berlin, 12. Juni 1939)
- Walzer As-Dur op. 34/1 (Pol. 67247A, Aufnahme: Berlin, 28. Juni 1938)
- Walzer a-Moll op. 34/2 (Pol. 67515B, Aufnahme: Berlin, 12. Juni 1939)
- Walzer F-Dur op. 34/3 (Pol. 67533A, Aufnahme: Berlin, 10. Juni 1939)
- Walzer Des-Dur op. 64/1 (Pol. 67533A, Aufnahme: Berlin, 10. Juni 1939)
- Walzer As-Dur op. 64/3 (Pol. 67533B, Aufnahme: Berlin, 10. Juni 1939)
- Walzer As-Dur op. 69,1 (Pol. 67247B, Aufnahme: Berlin, 28. Juni. 1938)
- Walzer Ges-Dur op. 70/1 (Pol. 67533B, Aufnahme: Berlin, 10. Juni 1939)

Mewa, Posen
Frédéric Chopin
- Berceuse Des-Dur op. 57 (Mewa 30b, Aufnahme: Posen 1948)
- Ecossaises op. 72/3–5 (Mewa 31b, Aufnahme: Posen 1948)
- Mazurka F-Dur op. 68/3 (Mewa 31b, Aufnahme: Posen 1948)
- Nocturne Es-Dur op. 9/2 (Mewa 33b, Aufnahme: Posen 1948)
- Nocturne Fis-Dur op 15/2 (Mewa 25b, Aufnahme: Posen 1948)
- Nocturne H-Dur op. 32/1 (Mewa 33a, Aufnahme: Posen 1948)
- Nocturne g-Moll op. 37/1 (Mewa 35a, Aufnahme: Posen 1948)
- Prélude A-Dur op. 28/7 (Mewa 30a, Aufnahme: Posen 1948)
- Prélude Des-Dur op. 28/15 (Mewa 34a, Aufnahme: Posen 1948)
- Prélude As-Dur op. 28/17 (Mewa 34b, Aufnahme: Posen 1948)
- Walzer Es-Dur op. 18/1 (Mewa 31a, Aufnahme: Posen 1948)
- Walzer As-Dur op. 34/1 (Mewa 32a, Aufnahme: Posen 1948)
- Walzer a-Moll op. 34/2 (Mewa 32b, Aufnahme: Posen 1948)
- Walzer cis-Moll op. 64/2 (Mewa 30a, Aufnahme: Posen 1948)

### Записи з платівок і радіозаписи на CD
- Koczalski plays Chopin. Broadcast recordings from German radio. 1945 and 1948. Music and Arts, 2012. CD-1261.
- Raoul Koczalski plays Chopin. Biddulph Recordings, 1994. LHW 022
- Raoul von Koczalski: Chopin. Enregistrements 1929–1941. Dante Productions, 1996. HPC042.
- Raoul Koczalski plays Chopin. Pearl, 1990. GEMM CD 9472.
- Raoul von Koczalski 1894–1948. (Falsches Geburtsdatum!). Archiphon, 1977. ARC-119/20. (Enthält Aufnahmen von Chopin, Mozart, Paderewski, Tschaikowski, Rubinstein, Mussorgski, Skrjabin, Szymanowski, Rachmaninow, Bartók und Koczalski).
- The complete Raoul von Koczalski. Vol. 1. The Polydor recordings 1924–1928. Vol. 2. Homochord, Electrola and Polydor recordings 1930–1939. Marston Records, 2011. Marston 52063 und 53016-2.
- Raul Koczalski: pianista i kompozytor. Vol. 1–8. Selen, Warschau. (Enthält auch Klavierkompositionen und Lieder von Koczalski).
- Legends of the piano. Acoustic recordings 1901–1924. Naxos Historical 8.112054. Enthält u. a. : Frédéric Chopin: Polonaise Nr. 6 As-Dur op. 53 gespielt von Raoul Koczalski.